# 門脇康平
門脇 康平（かどわき こうへい、1996年10月14日 - ）は、日本の映像作家、アニメーター。埼玉県生まれ。
主に、NHKの音楽番組「みんなのうた」などのアニメーションを制作している。

## 作品一覧

### みんなのうた
- サクラノカケラ / 水嶋凜（2023年2月・3月放送）